# David Wiman
David Wiman, född 6 augusti 1884 i Göteborg, död 6 oktober 1950 i Hovås, var en gymnast.
Han blev olympisk guldmedaljör 1912.